# Tayra Meléndez
Tayra Verónica Meléndez (Weston, 29 ottobre 1993) è una cestista, allenatrice di pallacanestro e dirigente sportiva statunitense con cittadinanza portoricana.

## Carriera
Con Porto Rico ha disputato i Giochi olimpici di Tokyo 2020 e due Campionati mondiali (2018, 2022).
Dall'agosto del 2019 è Director of Basketball Operations della Bryant University.